# Korvakkobeek
Korvakkobeek (Zweeds – Fins: Korvakko-oja) is een beek, die stroomt in de Zweedse  gemeente Pajala. De beek verzorgt de afwatering van het Korvakkomeer. Ze ontstaat tussen twee bergenmet dezelfde Nederlandse naam (Korvakkoberg), Korvakkovaara en Korvakkolaki. Ze is circa vier kilometer lang.
Afwatering: Korvakkobeek → Muonio → Tornerivier → Botnische Golf